# Лавочкін Семен Олексійович
Семен Олексійович (Алтерович, Айзікович) Лавочкін (нар. 11 вересня 1900, Смоленськ — пом. 9 червня 1960, полігон Сари-Шаган, Карагандинська область) — радянський авіаційний конструктор.
Член-кореспондент Академії наук СРСР, генерал-майор інженерно-авіаційної служби (19.08.1944), чотириразовий лауреат Сталінської премії, двічі Герой Соціалістичної Праці (1943, 1956).

## Біографія
Народився в Смоленську в єврейській родині. Батько — Алтер Ілліч Лавочкін, меламед; мати Гіта Савеліївна — домогосподарка.
Закінчив міське училище в Рославлі, потім, із золотою медаллю, курську гімназію (1917). З 1918 року — в Червоній Армії — воював червоноармійцем. У 1920 році служив у прикордонній охороні. У наприкінці 1920 року був демобілізований і направлений на навчання до Москви. Закінчив в 1927 році Московське вище технічне училище (зараз — Московський державний технічний університет імені М. Е. Баумана) та отримав кваліфікацію інженера-аеромеханіка.

## Заслуги
У 1939—1940 роках під керівництвом Володимира Горбунова в ОКБ-301 (місто Хімки Московської області) був одним з ініціаторів і учасників створення радянського сучасного літака-винищувача ЛаГГ-3 з дельта-деревини.
Разом з Володимиром Горбуновим і Михайлом Гудковим у 1939 отримав службове звання — Головний конструктор з літакобудування.
Ряд подальших моделей цього літака — Ла-5, Ла-7 і різні їх модифікації, створені вже в ОКБ-21 під керівництвом Лавочкіна в місті Горькому (призначений начальником ОКБ 23 листопада 1 940 року), виявили високі бойові якості і зіграли важливу роль в ході Німецько-радянської війни.
Удостоєний Сталінської премії першого ступеня в 1941 разом з Горбуновим та Гудковим за створення винищувача ЛаГГ-3 за підсумками 1940 року.
В 1943 році удостоєний звання Героя Соціалістичної Праці і став лауреатом Сталінської премії першого ступеня за створення винищувача Ла-5 .
У жовтні 1945 року після повернення з міста Горького призначений начальником ОКБ-301 в місті Хімки Московської області (нині — ФГУП «Науково-виробниче об'єднання імені С. А. Лавочкіна»).
У 1946 році за Ла-7 удостоєний Сталінської премії другого ступеня.
В 1948 році за створення нових типів літаків удостоєний Сталінської премії першого ступеня.
Після війни Семен Олексійович працював над створенням реактивних літаків. У його ОКБ-301 були розроблені серійний (Ла-15) і багато дослідних реактивних винищувачів.
В 1954 році Лавочкін починає роботу над міжконтинентальною надзвуковою крилатою ракетою «Буря» (керівник робіт — Н. С. Черняков).
В 1956 році присвоєно службове звання — Генеральний конструктор з літакобудування.
З 19.08.1944 року Лавочкін — генерал-майор інженерно-авіаційної служби, з 1958 року — член-кореспондент АН СРСР. Лавочкіну двічі (1943, 1956) присвоювалося звання Героя Соціалістичної Праці, чотири рази (1941, 1943, 1946, 1948) присуджувалася  Сталінська премія, він нагороджений багатьма орденами і медалями. Лавочкін був обраний депутатом Верховної Ради СРСР третього-п'ятого скликань (1950—1958), член КПРС з 1953 року.
Помер від наслідків гострої серцевої недостатності на полігоні Сари-Шаган 9 червня 1960 при випробуванні системи ППО «Даль». Похований на Новодівичому кладовищі у Москві.

## Нагороди
- Двічі Герой Соціалістичної праці (1943[4], 1956)
- Три ордена Леніна,
- Орден Червоного Прапора
- Орден Суворова I ступеня
- Орден Суворова II ступеня
- Медаль «За бойові заслуги»
- Інші медалі
- Сталінська премія першого ступеня (1941)
- Сталінська премія першого ступеня (1943)
- Сталінська премія другого ступеня (1946)
- Сталінська премія першого ступеня (1948)

## Пам'ять
Ім'я С. А. Лавочкіна носять вулиці в містах:
- Смоленськ
- Липецьк
- Краснодар
- Хімки
- Москва
- Хадера (Ізраїль)

Меморіальні дошки встановлені:
- На будинку № 19 по Тверській вулиці (Москва), де жив С. А. Лавочкін
- На вулиці Агуріна (Ахтубінськ Астраханській області)
- На будинку № 16 по вулиці Чаадаєва (Нижній Новгород), де С. А. Лавочкін в жив 1940—1944 роки, очолюючи ОКБ-21.